# Дзержинский, Феликс Янович
Фе́ликс Я́нович Дзержи́нский (28 августа 1937 — 11 мая 2015) — российский зоолог позвоночных, орнитолог, доктор биологических наук (1993), профессор (2004), научный руководитель лаборатории эволюционной морфологии имени А. Н. Северцова. Внук Ф. Э. Дзержинского.

## Биография
Сын Яна Феликсовича Дзержинского и Любови Фёдоровны Лиховой (1909—1984).
В 1959 году окончил биолого-почвенный факультет МГУ им. М. В. Ломоносова на кафедре зоологии позвоночных. После этого поступил на кафедре в очную аспирантуру и взялся за разработку темы «Преобразования челюстного аппарата и шеи птиц отряда голенастых в онто- и филогенезе».
В 1963 году был принят на кафедру ассистентом. Проводил занятия малого практикума на II курсе, а с 1967 г. — также большого практикума на V курсе вечернего отделения (существовавшего до 1971 г.).
В 1968 году защитил кандидатскую диссертацию «Биомеханический анализ челюстного аппарата птиц», которая была опубликована в 1972 в виде монографии.
Феликс Янович занял по конкурсу должность доцента кафедры в 1972 году, и получил ученое звание доцента в 1973 году.
В 1993 году Ф. Я. Дзержинским была защищена докторская диссертация «Адаптации челюстного аппарата птиц в приложении к вопросам филогенетики класса».
В 1997 году принят на должность профессора кафедры, в 2004 г. получил профессорское звание.
Вёл Большой Практикум IV курса кафедры зоологии позвоночных.
Похоронен в Москве на Новодевичьем кладбище, в родственной могиле.

## Семья
- Жена — Ирина Вадимовна, урождённая Рыжова.
  - Сын — Кирилл Феликсович Дзержинский, ихтиолог.
  - Дочь — Ольга Феликсовна Дзержинская, концертмейстер группы первых скрипок в оркестре «Новая Россия». Заслуженная артистка Российской Федерации (2023)[1].

## Избранные публикации
- Дзержинский Ф. Я. Биомеханический анализ челюстного аппарата птиц. — М.: Изд. МГУ, 1972. — 155 с.
- Дзержинский Ф. Я., Потапова Е. Г. Система сухожильных образований как объект сравнительной миологии челюстного аппарата птиц // Зоол. журн. — 1974. — 53, N 9. — С. 1341—1351.
- Дзержинский Ф. Я., Корзун Л. П. К функциональной морфологии аппарата захватывания пищи у пингвинов // Адаптации пингвинов. — М.: Наука, 1977. — С. 5-54.
- Дзержинский Ф. Я., Юдин К. А. О гомологии челюстных мускулов у гаттерии и птиц // Орнитология. — М.: Изд. МГУ, 1979. — N 14. — С. 14-34.
- Дзержинский Ф. Я. Адаптивные преобразования челюстного аппарата в эволюции куриных // Морфол. аспекты эволюции. — М.: Наука, 1980. — С. 148—158.
- Дзержинский Ф. Я. Адаптивные черты в строении челюстного аппарата некоторых гусеобразных птиц и вероятные пути эволюции отряда // Зоол. журн. 1982а. — 61, N 7. — С. 1030—1041.
- Дзержинский Ф. Я. Некоторые пути функционального анализа в морфобиологической филогенетике // Пробл. разв. морфол. животных. — М.: Наука, 1982б. — С. 121—128.
- Дзержинский Ф. Я. Челюстной аппарат Eudromia elegans. К вопросу о морфологической специфике челюстного аппарата палеогнат // Труды Зоол. ин-та АН СССР. — 1983. — т. 116. — С. 12-23.
- Дзержинский Ф. Я. Морфология челюстного аппарата и трофические адаптации птиц (о морфологических подходах к изучению экологии птиц) // Бюлл. Моск. о-ва Испытателей Природы, отд. Биол. — 1997. — 102, № 5. — С. 5-12.
- Дзержинский Ф. Я. Функциональная морфология челюстного аппарата и трофические адаптации ибисов // Зоол. журн. — 1998. — 77, № 3. — С. 316—324.
- Dzerzhinsky Felix Ya. Implications of the cranial morphology of paleognaths for avian evolution / Olson, Storrs L., editor. 1999. Avian Paleontology at the Close of the 20th Century: Proceedings of the 4th International Meeting of the Socyety of Avian Paleontology and Evolution, Washington, D.C., 4-7 June 1996. Smithsonian Contributions to Paleobiology. — 1999. — 89. — P. 267—274.
- Дзержинский Ф. Я., Гринцевичене Т. И. О возможных филогенетических связях гусеобразных птиц. — Казарка. Бюллетень рабоч. гр. по гусеобразным Сев. Евразии. — 2002, № 8. — С. 19-39.
- Дзержинский Ф. Я., Корзун Л. П. Современные подходы к интерпретации данных морфологии как путь для получения новых сведений по экологии и эволюции позвоночных (на примере птиц) / У. Хоссфельд, Л. Олссон, О. Брайдбах, Г. С. Левит, ред. Эволюционная морфология от К. Гегенбаура до современности. — СПб: Fineday press, 2004. — С. 269—294.
- Дзержинский Ф. Я., Ладыгин А. В. Морфофункциональные различия челюстного аппарата соколиных (Falconiformes, Falconidae) и ястребиных (Accipitridae) как источник материалов по их филогении // Зоол. журн. — 2004. — 83, № 8. — С. 983—994.
- Дзержинский Ф. Я., Васильев Б. Д., Малахов В. В. Зоология позвоночных: учебник для студ. учреждений высш. проф. образования — М.: Издательский центр «Академия» , 2013